# Oskar Hekš
Oskar Hekš (10. dubna 1908, Rožďalovice – 8. března 1944, Osvětim) byl československý atlet, běžec.

## Život
Narodil se jako druhý syn v židovské rodině Bedřicha Hekše (1879–??) a matky Žofie, rozené Brumlové (1871–??).
Od roku 1927 byl hlášen v Praze. Povoláním byl technický úředník. Zachovaly se však i informace o tom, že Oskar Hekš byl činný i politicky.

## Sportovní kariéra
S atletikou začal v roce 1928, kdy poprvé startoval v silničním závodě Běchovice-Praha. Na podzim téhož roku běžel své první maratony, v Praze skončil pátý, v Košicích desátý. Dne 14. července 1929 za atletický Pedestriánský klub Vinohrady získal titul mistra republiky v maratonu, roku 1930 tento titul obhájil, již však jako člen ŽSK Hagibor. Od října 1930 do března 1932 absolvoval vojenskou základní službu u pěšího pluku 44 v Liberci. V květnu 1932 zvítězil v maratonu Lány - Praha v čase 2:45:27,4.
Roku 1932 reprezentoval Československo na letních olympijských hrách v Los Angeles. Zde se nejprve umístil jako patnáctý v běhu na 10 000 metrů, posléze jako osmý v maratonu v čase 2:41:35 . V roce 1935 opět zvítězil v maratonu Lány – Praha.

### Boj za přeložení olympijských her
Když byly olympijské hry pro rok 1936 přiděleny nacistickému Německu, usiloval jako člen Výboru pro přeložení olympijských her, aby se konaly mimo území Třetí říše. V tomto smyslu rozesílal jménem Výboru a se svým podpisem letáky sportovním svazům, tisku i úřadů, a to již od roku 1935. Československý olympijský výbor ho v tomto úsilí nepodpořil; jeho stanovisko bylo, že hry nepořádá Německo, ale Mezinárodní olympijský výbor, jehož zástupce se na místě přesvědčil o vzorné přípravě. Na Hekšovu stranu se nepostavily ani tehdejší velké deníky Národní listy a Lidové noviny.
Sám Oskar Hekš se na protest proti Hitlerovu režimu – nehledě na velké šance umístit se na medailových pozicích – olympijských her v Berlíně neúčastnil.

## Závěr života
V listopadu roku 1941 byl pro svůj původ deportován do židovského ghetta v Terezíně. V roce 1943 byl převezen do Osvětimi, kde 8. března 1944 zemřel v plynové komoře.